# Estnischer Fußballpokal 2008/09
Der Estnische Fußballpokal 2008/09 war die 19. Austragung des estnischen Pokalwettbewerbs der Männer. Das Finale fand am 12. Mai 2009 statt.
Pokalsieger wurde Titelverteidiger FC Flora Tallinn.

## Teilnehmer
Meistriliiga
- 1. Runde (5 Teams): FC Levadia Tallinn, JK Maag Tammeka Tartu, JK Nõmme Kalju, JK Tallinna Kalev, JK Vaprus Pärnu
- 2. Runde (5 Teams): FC Flora Tallinn, JK Kalev Sillamäe, JK Trans Narva, FC TVMK Tallinn, Viljandi JK Tulevik

Esiliiga
- 1. Runde (4 Teams): FC Flora Tallinn II, JK Maag Tammeka Tartu II, Paide FC Flora, FC Flora Rakvere
- 2. Runde (4 Teams): FC Ajax Lasnamäe, Kiviõli Tamme Auto, FC Kuressaare, FC Valga Warrior

II Liiga
- 1. Runde (13 Teams): FC Elva, HÜJK Emmaste, Jõhvi JK Orbiit, JK Kaitseliit Kalev, JK Kernu Kadakas, FC Lootus Kohtla-Järve, JK Nõmme Kalju II, FC Nõmme United, Pärnu Kalev SK, JK Tallinna Kalev II, JK Trans Narva II, Viljandi JK Tulevik II, JK Võru
- 2. Runde (8 Teams): FC Anži Tallinn, Kohtla-Järve JK Alko, Sörve JK, Tabasalu Palliklubi, FC Santos Tartu, FC Tarvastu, JK Türi Ganvix, FC Valga Warrior II

III Liiga
- 1. Runde (8 Teams): FC Elva II, FCF Järve-Jaani SK, Kehra JK Tempori, Keskerakonna JK, FC Lootos Põlva, FC Olympic Tallinn, Rapla JK Atli, Tartu SK 10 Premium
- 2. Runde (17 Teams): FC Ajax Veteranid, FC Atletik Tallinn, FC EBS Team Tallinn, Tallinna FC Eurouniv, FC Haiba, Jõgeva SK Noorus-96, Kohila JK Püsivus, JK Kotkad Tallinn, Kuusalu JK Rada, FC Lelle, Maardu Esteve, FC Metec Tartu, JK Piraaja Tallinn, Saue JK, Tartu Ülikool Fauna, FC Toompea, JK Vaprus Pärnu III

IV Liiga
- 1. Runde (10 Teams): EMÜ SK, FC Eston Villa, FC Igiliikur Viimsi, Kristiine JK, FC Linnugripp, Paide Kumake, FC Reaal Tallinn, Tallinna JK Jalgpallihaigla, Tartu FC HaServ, FC Toompea 1994
- 2. Runde (10 Teams): Emmaste JK Dagöplast, SC Enter Tallinn, FC HansaNet.ee, JK Järvakandi Tribling, FC Kose, FC Otepää, Pärnu WC Guwalda, FC Soccernet Tallinn, Tartu Quattromed, FC Twister Tallinn

## 1. Runde
Die Auslosung fand am 17. Juni 2008 statt.
| Datum      |                          | Ergebnis  |                             |
| ---------- | ------------------------ | --------- | --------------------------- |
| 22.07.2008 | FC Nõmme United          | 7:1       | FC Igiliikur Viimsi         |
| 22.07.2008 | Viljandi JK Tulevik II   | 10:00     | FC Eston Villa              |
| 23.07.2008 | JK Võru                  | 1:2 n. V. | JK Vaprus Pärnu             |
| 23.07.2008 | FC Elva II               | 3:2       | FC Olympic Tallinn          |
| 23.07.2008 | FC Linnugripp            | 1:3       | FC Lootos Põlva             |
| 23.07.2008 | FC Elva                  | 2:1       | Tallinna JK Jalgpallihaigla |
| 23.07.2008 | JK Kaitseliit Kalev      | 2:3       | JK Nõmme Kalju II           |
| 23.07.2008 | Kristiine JK             | 00:11     | JK Nõmme Kalju              |
| 30.07.2008 | JK Maag Tammeka Tartu II | 1 +:- 1   | Keskerakonna JK             |
| 30.07.2008 | JK Kernu Kadakas         | 6:2       | FC Reaal Tallinn            |
| 30.07.2008 | Rapla JK Atli            | 0:8       | JK Tallinna Kalev           |
| 30.07.2008 | FC Lootus Kohtla-Järve   | 2:0       | FC Toompea 1994             |
| 30.07.2008 | JK Maag Tammeka Tartu    | 3:0       | Tartu SK 10 Premium         |
| 06.08.2008 | FC Flora Tallinn II      | 9:1       | JK Trans Narva II           |
| 06.08.2008 | Paide Kumake             | 01:13     | Paide FC Flora              |
| 06.08.2008 | FC Flora Rakvere         | 9:1       | FCF Järve-Jaani SK          |
| 06.08.2008 | EMÜ SK                   | 00:10     | FC Levadia Tallinn          |
| 06.08.2008 | JK Tallinna Kalev II     | 1:3       | HÜJK Emmaste                |
| 06.08.2008 | Tartu FC HaServ          | 2 +:- 1   | Kehra JK Tempori            |
| 06.08.2008 | Jõhvi JK Orbiit          | 2 +:- 1   | Pärnu Kalev SK              |

## 2. Runde
Die Auslosung fand am 24. Juli 2008 statt.
| Datum      |                        | Ergebnis  |                          |
| ---------- | ---------------------- | --------- | ------------------------ |
| 05.08.2008 | JK Vaprus Pärnu        | 5:2       | Tabasalu Palliklubi      |
| 06.08.2008 | FC TVMK Tallinn        | 2:3       | JK Nõmme Kalju           |
| 06.08.2008 | JK Kalev Sillamäe      | 6:0       | FC Kose                  |
| 06.08.2008 | Kiviõli Tamme Auto     | 7:1       | Kuusalu JK Rada          |
| 06.08.2008 | FC Nõmme United        | 2:5       | Tartu FC HaServ          |
| 06.08.2008 | JK Kotkad Tallinn      | 0:1       | FC Flora Tallinn         |
| 06.08.2008 | Kohila JK Püsivus      | 1:3       | Tartu Ülikool Fauna      |
| 06.08.2008 | FC Atletik Tallinn     | 0:2       | Jõhvi JK Orbiit          |
| 07.08.2008 | FC Soccernet Tallinn   | 00:10     | FC Toompea               |
| 12.08.2008 | FC Valga Warrior       | 3:1       | JK Vaprus Pärnu III      |
| 12.08.2008 | FC Valga Warrior II    | 2:7       | JK Tallinna Kalev        |
| 12.08.2008 | FC Anži Tallinn        | 6:2       | Tallinna FC Eurouniv     |
| 13.08.2008 | Tartu Quattromed       | 2:6       | Viljandi JK Tulevik      |
| 13.08.2008 | JK Piraaja Tallinn     | 1:0 n. V. | Sörve JK                 |
| 13.08.2008 | FC Santos Tartu        | 2:5       | FC Lootus Kohtla-Järve   |
| 13.08.2008 | Viljandi JK Tulevik II | 10:00     | FC EBS Team Tallinn      |
| 14.08.2008 | FC Otepää              | 1:3       | FC Kuressaare            |
| 19.08.2008 | SC Enter Tallinn       | 0:2       | FC Levadia Tallinn       |
| 20.08.2008 | JK Trans Narva         | 5:0       | FC Flora Rakvere         |
| 20.08.2008 | FC Twister Tallinn     | 1:6       | FC Lootos Põlva          |
| 20.08.2008 | Emmaste JK Dagöplast   | 4:0       | Pärnu WC Guwalda         |
| 20.08.2008 | Kohtla-Järve JK Alko   | 2 +:- 2   | FC Haiba                 |
| 20.08.2008 | Paide FC Flora         | 6:2       | FC Metec Tartu           |
| 20.08.2008 | FC Lelle               | 1:6       | FC Elva                  |
| 20.08.2008 | JK Nõmme Kalju II      | 11:00     | JK Kernu Kadakas         |
| 20.08.2008 | Saue JK                | 3:6       | JK Maag Tammeka Tartu    |
| 20.08.2008 | Maardu Esteve          | 5:2       | Jõgeva SK Noorus-96      |
| 20.08.2008 | FC HansaNet.ee         | 1:4       | JK Maag Tammeka Tartu II |
| 20.08.2008 | HÜJK Emmaste           | 3:0       | JK Järvakandi Tribling   |
| 21.08.2008 | JK Türi Ganvix         | 2:0       | FC Tarvastu              |
| 27.08.2008 | FC Elva II             | 4:1       | FC Ajax Veteranid        |
| 27.08.2008 | FC Ajax Lasnamäe       | 2:1       | FC Flora Tallinn         |

## 3. Runde
Die Auslosung fand am 20. August 2008 statt.
| Datum      |                        | Ergebnis  |                        |
| ---------- | ---------------------- | --------- | ---------------------- |
| 02.09.2008 | FC Valga Warrior       | 1:4       | JK Maag Tammeka Tartu  |
| 03.09.2008 | Tartu FC HaServ        | 0:4       | JK Kalev Sillamäe      |
| 03.09.2008 | Kiviõli Tamme Auto     | 1:8       | FC Flora Tallinn       |
| 03.09.2008 | FC Levadia Tallinn     | 12:00     | Maardu Esteve          |
| 03.09.2008 | JK Vaprus Pärnu        | 2 -:+ 2   | JK Türi Ganvix         |
| 03.09.2008 | JK Tallinna Kalev      | 4:0       | FC Ajax Lasnamäe       |
| 03.09.2008 | JK Piraaja Tallinn     | 0:3       | Jõhvi JK Orbiit        |
| 04.09.2008 | Paide FC Flora         | 1:5       | Viljandi JK Tulevik    |
| 06.09.2008 | JK Maag Tammeka Tartu  | 3 0:1 3   | JK Nõmme Kalju         |
| 09.09.2008 | JK Trans Narva         | 4:2       | FC Lootus Kohtla-Järve |
| 09.09.2008 | FC Elva                | 03:10     | FC Toompea             |
| 09.09.2008 | Viljandi JK Tulevik II | 8:1       | Emmaste JK Dagöplast   |
| 09.09.2008 | FC Anži Tallinn        | 1:3 n. V. | FC Lootos Põlva        |
| 11.09.2008 | FC Kuressaare          | 1:0 n. V. | Kohtla-Järve JK Alko   |
| 17.09.2008 | FC Elva II             | 2:0       | Tartu Ülikool Fauna    |
| 17.09.2008 | JK Nõmme Kalju II      | 4:1       | HÜJK Emmaste           |

## Achtelfinale
Die Auslosung fand am 11. September 2008 statt.
| Datum      |                        | Ergebnis  |                       |
| ---------- | ---------------------- | --------- | --------------------- |
| 23.09.2008 | Viljandi JK Tulevik    | 1:2       | JK Nõmme Kalju        |
| 24.09.2008 | Viljandi JK Tulevik II | 00:10     | FC Levadia Tallinn    |
| 24.09.2008 | FC Lootos Põlva        | 0:2       | JK Maag Tammeka Tartu |
| 01.10.2008 | FC Elva II             | 2:3 n. V. | JK Nõmme Kalju II     |
| 08.10.2008 | Jõhvi JK Orbiit        | 1:3       | FC Flora Tallinn      |
| 11.10.2008 | JK Kalev Sillamäe      | 3:1       | FC Kuressaare         |
| 11.10.2008 | JK Tallinna Kalev      | 0:2       | JK Trans Narva        |
| 26.10.2008 | JK Türi Ganvix         | 2:0       | FC Toompea            |

## Viertelfinale
Die Auslosung fand am 1. März 2009 statt.
| Datum      |                       | Ergebnis |                    |
| ---------- | --------------------- | -------- | ------------------ |
| 14.04.2009 | JK Trans Narva        | 3:1      | FC Levadia Tallinn |
| 15.04.2009 | JK Türi Ganvix        | 1:4      | JK Nõmme Kalju     |
| 15.04.2009 | JK Maag Tammeka Tartu | 0:3      | JK Kalev Sillamäe  |
| 15.04.2009 | FC Flora Tallinn      | 4:0      | JK Nõmme Kalju II  |

## Halbfinale
Die Auslosung fand am 16. April 2009 statt.
| Datum      |                   | Ergebnis              |                  |
| ---------- | ----------------- | --------------------- | ---------------- |
| 28.04.2009 | JK Trans Narva    | 0:3                   | FC Flora Tallinn |
| 29.04.2009 | JK Kalev Sillamäe | 0:0 n. V. (2:3 i. E.) | JK Nõmme Kalju   |

## Finale
| Paarung          | FC Flora Tallinn – JK Nõmme Kalju |
| Ergebnis         | 0:0 n. V.; 4:3 i. E. |
| Datum            | 12. Mai 2009 |
| Stadion          | Kadrioru staadion, Tallinn |
| Zuschauer        | 1.800 |
| Schiedsrichter   | Kristo Tohver |
| Tore             | Elfmeterschießen: 1:0 Vjatšeslav Zahovaiko 1:1 Maksim Smirnov 2:1 Siksten Kasimir 2:2 Miroslav Rõškevitš Martin Vunk (gehalten) 2:3 Marcio Cardoso Pimentel 3:3 Tõnis Vanna Martin Hurt (gehalten) 4:3 Alo Dupikov Felipe De Araujo Nunes (gehalten)                                      |
| FC Flora Tallinn | Mihkel Aksalu – Markus Jürgenson, Tõnis Vanna, Karl Palatu, Gert Kams – Oliver Konsa (105. Sergei Mošnikov), Martin Vunk , Aivar Anniste (70. Vjatšeslav Zahovaiko), Siksten Kasimir – Joonas Tamm (60. Alo Dupikov), Henri Anier Cheftrainer: Tarmo Rüütli                               |
| JK Nõmme Kalju   | Rene Kaas – Alan Monken Arruda, Martin Hurt, Mikk Haavistu, Marcio Cardoso Pimentel – Jevgeni Novikov (91. Tõnis Kaukvere), Murilo Maccari (67. Janar Tükk), Felipe De Araujo Nunes, Sergei Terehhov – Miroslav Rõškevitš, Maksim Smirnov Cheftrainer: Fredo Getúlio Aurelio ( Brasilien) |
| Gelbe Karten     | Joonas Tamm, Markus Jürgenson, Vjatšeslav Zahovaiko – Marcio Cardoso Pimentel, Mikk Haavistu, Maksim Smirnov |
| Platzverweise    | keine – Sergei Terehhov (95.) |